# Джеймс (река във Вирджиния)
Джеймс (на английски: James River) е река в източната част на САЩ, протичаща през щата Вирджиния. Дължината ѝ е 560 km (заедно с дясната съставяща я река Джаксън – 714 km). Площта на водосборния ѝ басейн е 27 020 km².

## Извор, течение, устие
Река Джеймс се образува на 304 m н.в. в западната част на щата Вирджиния от сливането на двете съставящи я реки Каупасчър (лява съставяща) и Джаксън (дясна съставяща), извиращи от планината Апалачи. Горното течение на река Джеймс е разположено в южните части на платото Алегейни, след което южно от град Лексингтън чрез живописен пролом (Железни Врата) преодолява хребета Блу Ридж и излиза на платото Пидмънт. Тук реката образува множество бързеи и прагове и излиза в Атлантическата низина, където течението ѝ става бавно и спокойно, а самата тя се превръща в широка и пълноводни река. Влива се в южната част на залива Чесапийк на Атлантическия океан, при град Норфолк, като образува дълъг (над 100 km) и тесен естуар.

## Притоци, хидроложки показатели
Основните притоци на река Джеймс са: леви – Каупасчър (136 km), Маури (69 km), Ривана (68 km); десни – Джаксън (154 km), Крейг Крийк (135 km), Уилис (100 km), Апоматокс (253 km). Подхранването ѝ е смесено (снежно, дъждовно, грунтово). Пълноводието ѝ е през зимата и пролетта и с епизодични летни прииждания в резултат от поройни дъждове във водосборния ѝ басейн. Средният годишен отток при град Ричмънд (на 240 km от устието) е 193,5 m³/s, минималният – 0,28 m³/s, максималният – 8900 m³/s.

## Стопанско значение, селища
Река Джеймс е плавателна за плитко газещи речни съдове до Ричмънд, столицата на щата Вирджиния. В устието ѝ е разположен град Норфолк (голямо морско пристанище), а в горното ѝ течение – град Линчбърг.
Реката е наименувана от първите английски колонисти, заселили се в нейното устие, в началото на 17-и век в чест на тогавашния английски крал Джеймс І (1603 – 1625).